# Нуклеофуг

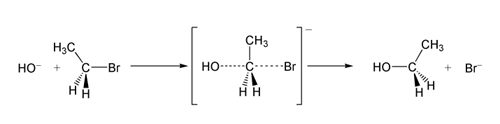
Реакція бромоетану з гідроксид-іоном за механізмом S_{N}2, де Br^{-} є нуклеофугом

Нуклеофу́г (англ. nucleofuge) — відхідна група в реакціях нуклеофільного заміщення, що забирає з собою зв'язуючу електронну пару при розщепленні субстрату. Наприклад, у гідролізі алкілхлориду Cl- є нуклеофугом.
Тенденція атомів чи груп відходити зі зв'язуючою електронною парою називається нуклеофужністю.